# Maria Berger

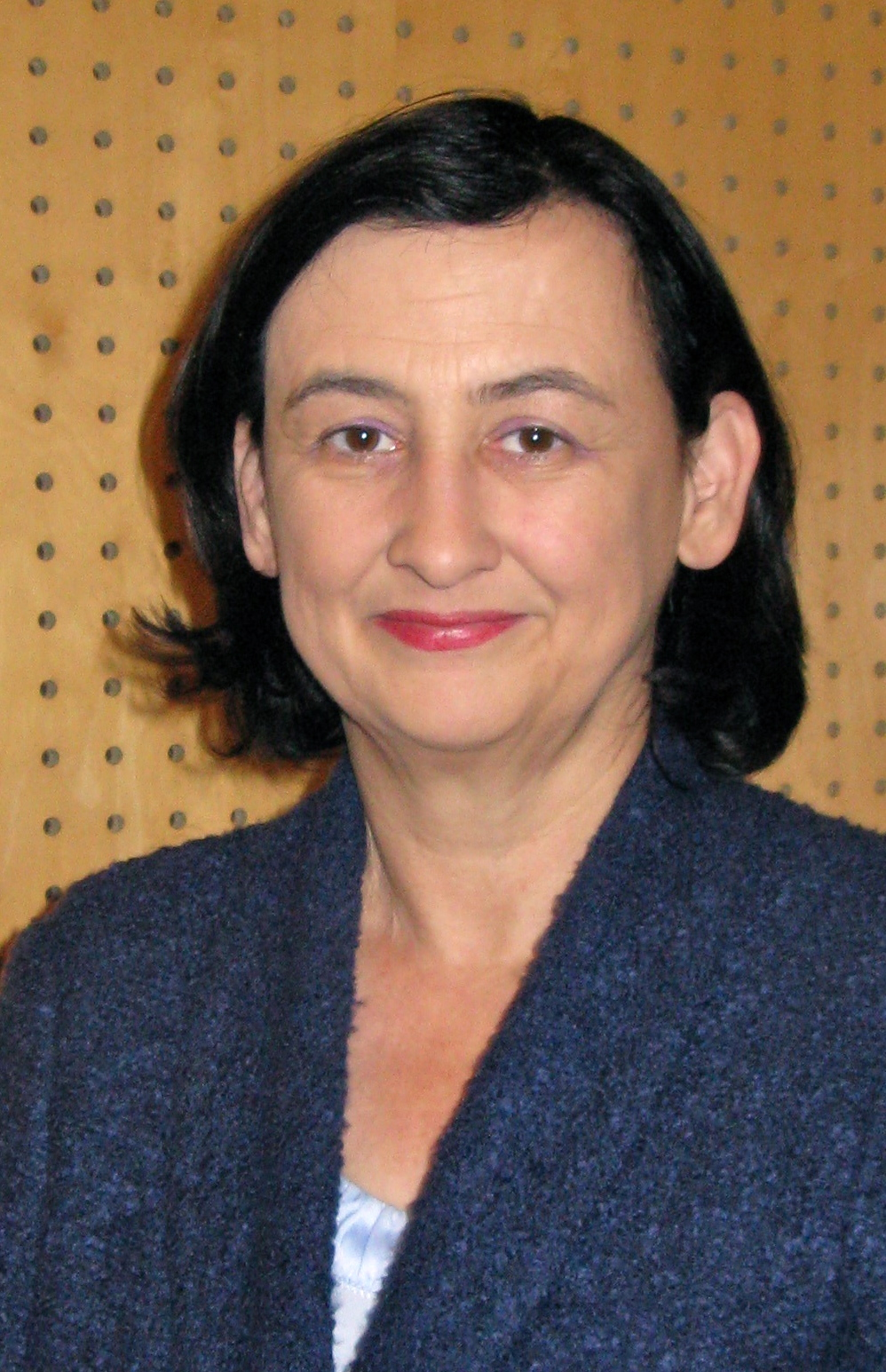
Maria Berger (2011)

Maria Berger (n. 19 august 1956, Perg, Austria Superioară) este o polticiană austriacă membru al Parlamentului European în perioada 1999-2004 din partea Austriei. Din anul 2007, este Ministrul justiției Austriei. (SPÖ)
1. ↑  Maria Berger, Munzinger Personen, accesat în 9 octombrie 2017
2. ↑  „Maria Berger”, Gemeinsame Normdatei, accesat în 11 decembrie 2014
3. ↑  Deputații în Parlamentul European